# Fredrik Taube
Den här sidan handlar om kommendör Fredrik Taube född 1909. För generalmajoren född 1813, se Fredrik Taube (1813–1888).

Carl Fredrik Berendt Taube, född 21 mars 1909 i Göteborgs Kristine församling i Göteborgs och Bohus län, död 16 april 1993 i Sankt Johannes församling i Stockholm, var en svensk greve och sjöofficer.

## Biografi

### Militär karriär
Taube avlade studentexamen i Vänersborg 1927 och sjöofficersexamen vid Kungliga Sjökrigsskolan 1931. Han utnämndes samma år till fänrik i flottan, befordrades till underlöjtnant 1933 och löjtnant 1935 samt studerade vid Kungliga Sjökrigshögskolan 1937–1938. Taube tjänstgjorde vid Marinförvaltningen 1938–1939 och gick Minkursen vid Kungliga Sjökrigshögskolan 1939–1940. Han var kadettofficer och lärare vid Kungliga Sjökrigsskolan 1940–1945 och befordrades till kapten 1941. Taube var biträdande marinattaché vid ambassaden i London 1945–1946 och fartygschef på minfartyget Älvsnabben 1949. Han befordrades till kommendörkapten av andra graden 1951 och var chef för Minbyrån vid Marinförvaltningen 1951–1957 samt befordrades till kommendörkapten av första graden 1954. Åren 1957–1958 var Taube åter fartygschef på Älvsnabben, varefter han var chef för Personalavdelningen vid Marinstaben 1958–1960 och studerade vid Försvarshögskolan 1960. Han var åter chef för Minbyrån vid Marinförvaltningen 1960–1968, varefter han var chef för Minbyrån i Marinmaterielförvaltningen vid Försvarets materielverk 1968–1969. Taube befordrades 1962 till kommendör och inträdde 1969 i reserven. Som chef för Minbyrån ”gjorde han framstående insatser, egentligen bara kända av närstående inom marinen, eftersom minvapnet alltid omgärdas av stor sekretess. Där ansågs han närmast som en banbrytare.”
Fredrik Taube invaldes 1950 som ledamot av Kungliga Örlogsmannasällskapet och utsågs 1971 till hedersledamot. Han invaldes 1965 som ledamot av Kungliga Krigsvetenskapsakademien. Han var riksordförande i föreningen Flottans män 1966–1979.

### Familj
Fredrik Taube var son till distriktslantmätaren, kaptenen, greve Carl Taube och Marianne von Schwerin. Han gifte sig 1936 med Stina Delin (1916–1982), dotter till Knut Delin och Frida Folin. Makarna Taube vilar på Galärvarvskyrkogården i Stockholm. De fick sönerna Gustaf, Diedrik, Johan och Carl.

### Utmärkelser
- Riddare av första klassen av Svärdsorden, 1951.[9]
- Kommendör av Svärdsorden, 1966.[10]